# Artemas Ward

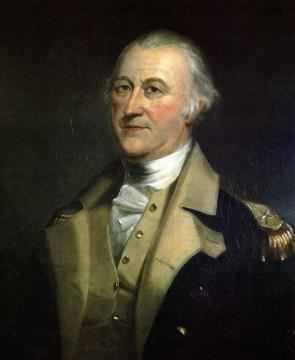
Artemas Ward

Artemas Ward (* 26. November 1727 in Shrewsbury, Province of Massachusetts Bay, britische Kolonie; † 28. Oktober 1800 ebenda) war ein US-amerikanischer Generalmajor im Amerikanischen Unabhängigkeitskrieg und der erste Kongressabgeordnete für den Bundesstaat Massachusetts.

## Kindheit und Jugend
Ward wurde in Shrewsbury als Sohn von Nahun (1684–1754) und Martha Ward geboren. Er war das sechste von sieben Kindern. Sein Vater hatte weit gefächerte und erfolgreiche berufliche Ambitionen als Kapitän zur See, Händler, Landentwickler, Farmer, Rechtsanwalt und Jurist. Artemas Ward besuchte die Grundschule und teilte sich mit seinen Geschwistern einen Privatlehrer. Er schloss 1748 die Harvard University ab und unterrichtete dort für kurze Zeit. Am 30. Juli 1750 heiratete er Sarah Trowbridge (* 3. Dezember 1724; † 13. Dezember 1788), die Tochter von Reverend Caleb Trowbridge und Hannah Trowbridge aus Groton. Die jungen Leute zogen nach Shrewsbury, wo Ward einen Gemischtwarenladen eröffnete. In den nächsten 15 Jahren bekamen sie sieben Kinder: Ithamar 1752, Nahum 1754, Sara 1756, Thomas 1758, Artemas Jr. 1762, Henry Dana 1768, Martha 1760 und Maria 1764. Im Jahr 1751 wurde Ward zum Gemeindeassessor des Worcester County ernannt. Das war das erste vieler öffentlicher Ämter, die er wahrnahm. 1752 wurde er zum Friedensrichter gewählt. Außerdem arbeitete er in der Kolonieversammlung und am Allgemeinen Gerichtshof.

## Franzosen- und Indianerkrieg
1755 wurde die Miliz für den Franzosen- und Indianerkrieg umstrukturiert und Artemas Ward wurde Major im dritten Regiment, das hauptsächlich aus Männern aus Worcester County bestand. Sie dienten als Garnisonsbesatzungen entlang des Grenzgebietes im Westen von Massachusetts. Dieser Dienst nahm ihn in Intervallen zwischen 1755 und 1757 in Anspruch, die übrige Zeit arbeitete er am Allgemeinen Gerichtshof. 1757 wurde er Oberst des dritten Regimentes der Miliz von Middlesex County und Worcester County. 1758 marschierte das Regiment mit James Abercrombies Streitkraft zum Fort Ticonderoga. Ward selbst erlitt einen Streifschuss während der Schlacht bei einem Angriff auf den Felsen.

## Auftakt der Revolution
1762 war Ward endgültig nach Shrewsbury zurückgekehrt und wurde an den Appellationsgerichtshof berufen. Am Allgemeinen Gerichtshof saß er in der Steuerkommission zusammen mit Samuel Adams und John Hancock. Er war neben James Otis Jr. der einzige, der sich offen gegen die Parlamentsgesetze aussprach. Wegen seiner Bedeutung in diesen Debatten veranlasste Gouverneur Francis Bernard 1767 seine Abberufung aus den militärischen Ämtern. Bei der nächsten Wahl 1768 ließ Bernard die Wahlergebnisse für Worcester County für ungültig erklären, um Ward aus der Kolonieversammlung fernzuhalten, aber der ließ sich nicht ruhigstellen.
Wegen wachsender Neigung zur Revolution verließ ein Großteil des dritten Regimentes am 3. Oktober 1774 die britischen Dienste. Sie marschierten nach Shrewsbury, um Oberst Ward darüber zu informieren, dass sie ihn einstimmig als ihren Anführer gewählt hatten. Noch im Oktober löste der Gouverneur die Kolonieversammlung auf. Die Städte von Massachusetts antworteten mit einem kolonieweiten Sicherheitskomitee. Eine der ersten Aktionen des Komitees war die Ernennung Wards zum General und Oberbefehlshaber der Koloniemiliz.

## Die Belagerungsarmee
Nach der Schlacht von Lexington und Concord am 19. April 1775 verfolgten die Rebellen die Briten zurück nach Boston und begannen mit der Belagerung der Stadt. Zuerst befehligte Ward seine Streitkräfte vom Krankenbett aus, später jedoch verlegte er sein Hauptquartier nach Cambridge. Bald darauf unterstellten die provisorischen Regierungen von New Hampshire und Connecticut ihm ihre Truppen zur Teilnahme an der Belagerung. Den meisten Aufwand während dieser Zeit verursachten Organisations- und Versorgungsprobleme.
Im Mai 1775 trafen zusätzliche britische Truppen ein und im Juni erfuhr Ward von ihrem Plan, Bunker Hill anzugreifen. Er gab Befehl, diesen Punkt zu befestigen und legte so den Schauplatz für die Schlacht von Bunker Hill vom 17. Juni 1775 fest. Das Kommando während der Schlacht übernahmen General Israel Putnam und Oberst William Prescott. Obwohl General Ward nationale Anerkennung für seine heroische Standhaftigkeit an diesem Tag erhielt, war sein Hauptbeitrag, zu wenig Nachschub an Munition bereitgestellt zu haben, so dass seine Truppen die Stellung nicht halten konnten.

## Die Kontinentalarmee
Unterdessen stellte der Kontinentalkongress eine Kontinentalarmee auf. Am 16. Juni wurde Artemas Ward zum Generalmajor ernannt und zweiter Befehlshaber nach George Washington. In den nächsten neun Monaten half er, die zusammengewürfelten Milizen in eine moderne Armee umzuwandeln. Nach dem Abzug der Briten führte Washington die Hauptarmee nach New York City. Ward übernahm am 4. April 1776 den Befehl über die östlichen Abteilungen. Er hielt diese Position bis zum 20. März 1777, als sein Gesundheitszustand ihn zum Ausscheiden aus der Armee zwang.

## Weitere politische Karriere
Auch während seines Militärdienstes hatte Ward 1776 und 1777 am staatlichen Gerichtshof gearbeitet. Er war Präsident des staatlichen Exekutivrates von 1777 bis 1779, was ihn faktisch zum Gouverneur machte. Er wurde von 1779 bis 1785 ununterbrochen in das Repräsentantenhaus von Massachusetts gewählt. Außerdem war er 1780 und 1781 Delegierter beim Kontinentalkongress. Ward war 1785 Sprecher der Regierung von Massachusetts. Er wurde zweimal in das Repräsentantenhaus der Vereinigten Staaten gewählt und verblieb dort von 1791 bis 1795.
Artemas Ward starb in seinem Haus in Shrewsbury in Massachusetts; er ist mit seiner Frau Sarah auf dem Mountain-View-Friedhof beigesetzt.
Sein Haus war von seinem Vater Nahon Ward zu der Zeit erbaut worden, als Artemas geboren wurde. Es ist heute als das Artemas Ward Haus bekannt und beheimatet ein Museum, das von der Harvard-Universität unterhalten wird. Das Museum in der 786 Main Street in Shrewsbury ist nur einige Tage während der Sommermonate geöffnet.
US-Präsident John Adams beschrieb Artemas Ward als „… allgemein geachtet, geliebt und mit Vertrauen gesegnet durch seine Armee und sein Land.“ Ward hatte allerdings in der Politik weitaus größeren Erfolg als beim Militär.